# Arrastre (ingeniería)
En ingeniería, el arrastre es el atrapamiento de una sustancia por otra sustancia. Por ejemplo:
- El atrapamiento de gotitas de líquido o partículas sólidas en un gas que fluye, como con el humo.
- El atrapamiento de burbujas de gas o partículas sólidas en un líquido que fluye, como con la aireación.
- Dados dos líquidos mutuamente insolubles, la emulsión de gotitas de un líquido en el otro líquido, como con la margarina.
- Dados dos gases, el atrapamiento de un gas en el otro gas.
- " Arrastre de aire": el atrapamiento intencional de burbujas de aire en el concreto.
- Defecto de arrastre en metalurgia, como resultado de bolsas plegadas de óxido dentro de la masa fundida.